# Ciudad de Nutrias
Ciudad de Nutrias é uma cidade venezuelana, capital do município de Sosa.